# Formação Goio-Erê
A Formação Goio-Erê é uma formação geológica do Brasil . Às vezes, acredita-se que tenha sido depositado entre as idades Turoniano e Campaniano do Cretáceo Superior, mas uma data Aptiano - Albiana também foi proposta. Consiste principalmente em arenito e foi depositado em um ambiente desértico. É conhecida por sua excepcional preservação em 3D de fósseis, que incluem os dos pterossauros Keresdrakon e Caiuajara, o dinossauro Berthasaura bem como o lagarto Gueragama . É lateralmente equivalente à Formação Rio Paraná.